# Sybilla Nitsch
Sybilla Lena Nitsch (* 7. Dezember 1980 in Preetz) ist eine deutsche Politikerin (SSW) und seit 2022 Mitglied im Schleswig-Holsteinischen Landtag.

## Leben und Beruf
Nitsch besuchte die Ejderskolen Grundschule in Rendsburg und später das Geschwister-Scholl-Gymnasium in Fürstenwalde. Danach studierte sie Skandinavistik und Neuere Geschichte an der Humboldt-Universität zu Berlin. Es folgte ein Lehramtsabschluss in Dänisch und Geschichte an der Christian-Albrechts-Universität zu Kiel und der UC Syd Haderslev.
Danach war sie als Lehrerin an der Grundschule Husum Danske Skole tätig. Nitsch hatte 2021 einen Auftritt in der deutsch-dänischen Kriminalkomödie Der Krug an der Wiedau.

## Politische Tätigkeit
Nitsch ist seit 2012 Mitglied des Südschleswigschen Wählerverbandes (SSW). Sie ist Kreistagsabgeordnete in Nordfriesland, Mitglied im Kulturausschuss und Stellvertreterin im Vorstand der Region-Sønderjylland-Schleswig. Zudem ist sie SSW-Kreisvorsitzende Nordfriesland und Helgoland und stellvertretende SSW-Landesvorsitzende.
Nitsch verpasste bei der Landtagswahl in Schleswig-Holstein 2017 auf Platz 8 der Landesliste ihrer Partei und mit 3,7 % der Erststimmen im Wahlkreis Dithmarschen-Schleswig den Einzug in den Landtag. Bei der Bundestagswahl 2021 verpasste sie mit 6,5 % der Erststimmen im Wahlkreis Nordfriesland – Dithmarschen Nord den Einzug in den Bundestag.
Bei der Landtagswahl in Schleswig-Holstein 2022 erreichte sie mit 13 % der Erststimmen den vierten Platz im Wahlkreis Nordfriesland-Nord, sie zog jedoch über Platz 4 der Landesliste ihrer Partei in den Landtag ein. Anschließend wurde sie stellvertretende Vorsitzende der SSW-Fraktion. Am 7. Januar 2025 wurde sie zur Parlamentarischen Geschäftsführerin der SSW-Fraktion im Landtag gewählt.

## Mitgliedschaften
Nitsch ist unter anderem Mitglied im Südschleswigschen Verein, bei Grænseforeningen, Foreningen Norden, Friisk Forening, Historisk Samfund for Sønderjylland/Sydslesvigkreds und beim Verein Gegen Vergessen, für mehr Demokratie.

## Privates
Nitsch ist verheiratet und lebt in Husum.